# Chamerau
Chamerau là một đô thị ở huyện Cham bang Bayern nước Đức. Đô thị Chamerau có diện tích 23,39 km², dân số thời điểm ngày 31 tháng 12 năm 2006 là 2686 người.